# Flanco
Flanco este o rețea de magazine de produse electronice, electrocasnice și IT&C din România, deținută de antreprenorul Iulian Stanciu.
Compania a fost înființată de omul de afaceri Florin Andronescu, iar numele Flanco vine de la Florin Andronescu Company.
În septembrie 2010, un pachet de 60% din Flanco a fost cumpărat pentru 14 milioane de euro de către compania Asesoft Web, deținută de Iulian Stanciu și Sebastian Ghiță, acționari ai grupului Asesoft.
Restul de 40% din companie fiind deținut de ING, UniCredit Țiriac Bank și BRD - Groupe Société Générale, bănci care au creditat compania în perioada de extindere.
Flanco a intrat în insolvență în decembrie 2009 după ce negocierile pentru restituirea datoriei de 17,5 milioane de euro către ING au eșuat. În anul 2010 compania a reușit să iasă din insolvență, începând să obțină profit din luna iunie a aceluiași an.
În 2012, Sebastian Ghiță a vândut către grupul Naspers toate acțiunile pe care le deținea la eMAG, iar ulterior a vândut și participația sa în Flanco către Iulian Stanciu, acesta devenind unic acționar.
În 2024, Flanco s-a rebranduit în Flanco Smart Discounter. Websiteul lor și conturile lor de pe rețelele de socializare au fost schimbate în Flanco Smart Discounter. Procesul de remodelare al tuturor locațiilor Flanco se va termina în 2026.
Actualele locații Flanco Smart Discounter sunt în următoarele orașe:
Brașov,
București (în cadrul centrului comercial AFI Palace Cotroceni, Vitantis Shopping Center, Promenada Mall București, Supernova Alexandriei),
Constanța
Focșani,
Pitești (Argeș Mall, Iris Shopping Center Pitești și Supernova Pitești),
Ploiești,
Râmnicu Vâlcea,
Suceava,
Râmnicu Sărat,
Cluj-Napoca (Reîntoarce după 2018),
Codlea,
Giurgiu,
Târgoviște,
Arad,
Târgu Frumos,
Huși,
Tulcea,
Iași,
Timișoara